# Mortjärnarna, Västmanland
Mortjärnarna är en sjö i Hällefors kommun i Västmanland och ingår i Göta älvs huvudavrinningsområde. Sjön är 9 meter djup, har en yta på 0,015 kvadratkilometer och befinner sig 165,9 meter över havet.